# Abraham Ford
El sargento Abraham Ford o simplemente Abraham Ford es un personaje ficticio de la serie de cómics The Walking Dead y fue retratado por Michael Cudlitz en la serie de televisión estadounidense del mismo nombre.
En ambos medios Abraham viajó con su novia Rosita Espinosa para acompañar al Dr. Eugene Porter a Washington D. C. donde se encuentra la supuesta cura para el brote, eventualmente reclutado al grupo de Rick Grimes para acompañarlos. Aunque resistente, y un tirador experto, Abraham exhibe explosiones agresivas y tiene tendencias volátiles hacia los otros miembros del grupo, pero con el tiempo él gana un fuerte sentido de respeto por Rick y se convierte en uno de sus hombres de confianza. También se muestra como emocionalmente roto por el dolor que sufrió debido a que su familia fue asesinada por los zombis. Eventualmente, se revela que Eugene le ha mentido y no la tiene cura; Abraham ataca a Eugene, y luego se vuelve solitario hasta que el grupo logra llegar a la zona segura de Alexandria, donde Abraham se convierte en jefe de la tripulación de la construcción. Con el tiempo, él y Eugene reparan su amistad.
Cudlitz recibió aclamación por su interpretación de Abraham en la serie, y se destaca por sus numerosos eslogan acerca de su personaje.

## Caracterización del personaje
En los cómics Abraham es un exsargento del Ejército, entrenador deportivo, y felizmente casado padre de dos hijos antes del apocalipsis. Su rabia impulsiva eventualmente llevó a su familia lejos de él durante las etapas iniciales del apocalipsis zombi. Más tarde, descubre que su esposa Beth y sus hijo están muerto y su hija zombificada y se ve obligado a matarla.[cita requerida]

## Historia
Fue un sargento en el Ejército de los Estados Unidos y un entrenador deportivo antes del brote. Tenía una exesposa, Beth, un hijo y una hija. Después que unos hombres con los que convivían ultrajaron a su esposa Beth y a su hija la violaron y la asesinaron, Abraham los mató y a su vez terminó con la miseria de su zombificada hija. Esto asustó a su esposa y su hijo que huyeron y acabó devorada por los zombis, más adelante el hombre intento suicidarse y se tropezó con el Dr. Eugene Porter, quien afirmaba saber lo que causó la epidemia zombi y lo convenció para llevarlo a Washington por una supuesta cura.
Abraham aparece por primera vez con Rosita y Porter, ellos eran una vez parte de un grupo más grande en Houston. Ellos dejaron su campamento debido a una invasión zombi unas semanas antes, y Eugene los convence a dirigirse a Washington D. C., donde afirma ser un científico; Eugene dice que esta trabajando en una cura. El trío aparece por primera vez en la granja de Hershel convenciendo a Rick y los otros para que los acompañen. Tiene una relación sentimental con Rosita. Al principio el sargento y Rick tenían muchos roses y fuertes altercados desconfiaban el uno del otro pero acabaron haciendo una gran amistad cuando Abraham ayudó a Rick a salvarle la vida a su hijo Carl de unos maleantes que iban a violarlo. Abraham fulmina a uno de ellos de un disparo y luego van a buscar a Morgan. Con el tiempo Abraham llegó a ser la mano derecha de Rick, una de las personas más fiables siguiendo de Andrea, Glenn y Michonne, a pesar de haber demostrado ser una persona de confianza, los roces entre Abraham y el grupo continuaron suscitándose durante el viaje debido al carácter fuerte del hombre y en especial luego de que éste propusiera asesinar al niño Ben por ser una amenaza para todo el grupo.
Cuando un grupo de cazadores caníbales mutilaron a Dale y además pusieron en peligro a todo el grupo, Abraham fue uno de los reclutados por Rick para acabar con los maleantes. Durante el viaje a Washington estuvo a punto de matar a Eugene cuando este le reveló la verdad que no era un científico esto provocó que Abraham lo agarrase a golpes de una manera desenfrenada debido a la mentira de Eugene. El sargento quedó totalmente devastado perdiendo sus ilusiones y esperanzas. Cuando llegó Aarón a reclutar a Rick y al grupo este junto con el policía lo apuntan con un arma, cuando Rick y Abraham se equivocaron hacia el nuevo muchacho fueron a la zona segura de Alexandria.
A su llegada a la zona segura de Alexandria, Abraham se convierte en el jefe de las obras de ampliación de los muros de fortificación. Allí conoce a Holly con quien tiene una aventura, engañando a Rosita. Cuando los carroñeros invadieron Alexandria, Abraham fue muy útil junto con Andrea ya que ambos lograron eliminar gran parte de esos maleantes, estos sujetos atrajeron un gran rebaño de zombis que terminaron invadiendo la comunidad, Abraham fue una semejante contribución con el resto del grupo en la purga de zombis en Alexandria. Cuando Abraham estaba dialogando con Eugene acerca de su relación amorosa con Holly y de darle el camino libre para que este enamore a Rosita, de pronto los salvadores emboscaron y de manera sorpresivamente le cae un disparo de ballesta que le atraviesa el ojo izquierdo matándolo en el acto, el asesino revela identificarse como Dwight acompañado de otros salvadores y mantiene cautivo a Eugene, poco después Eugene se las arregla para escapar, mientras que en ese instante Andrea interviene a disparos acabando con varios Salvadores y obligando a Dwight y a otros a tomar la retirada. Al siguiente día los restos de Abraham son velados en la comunidad.

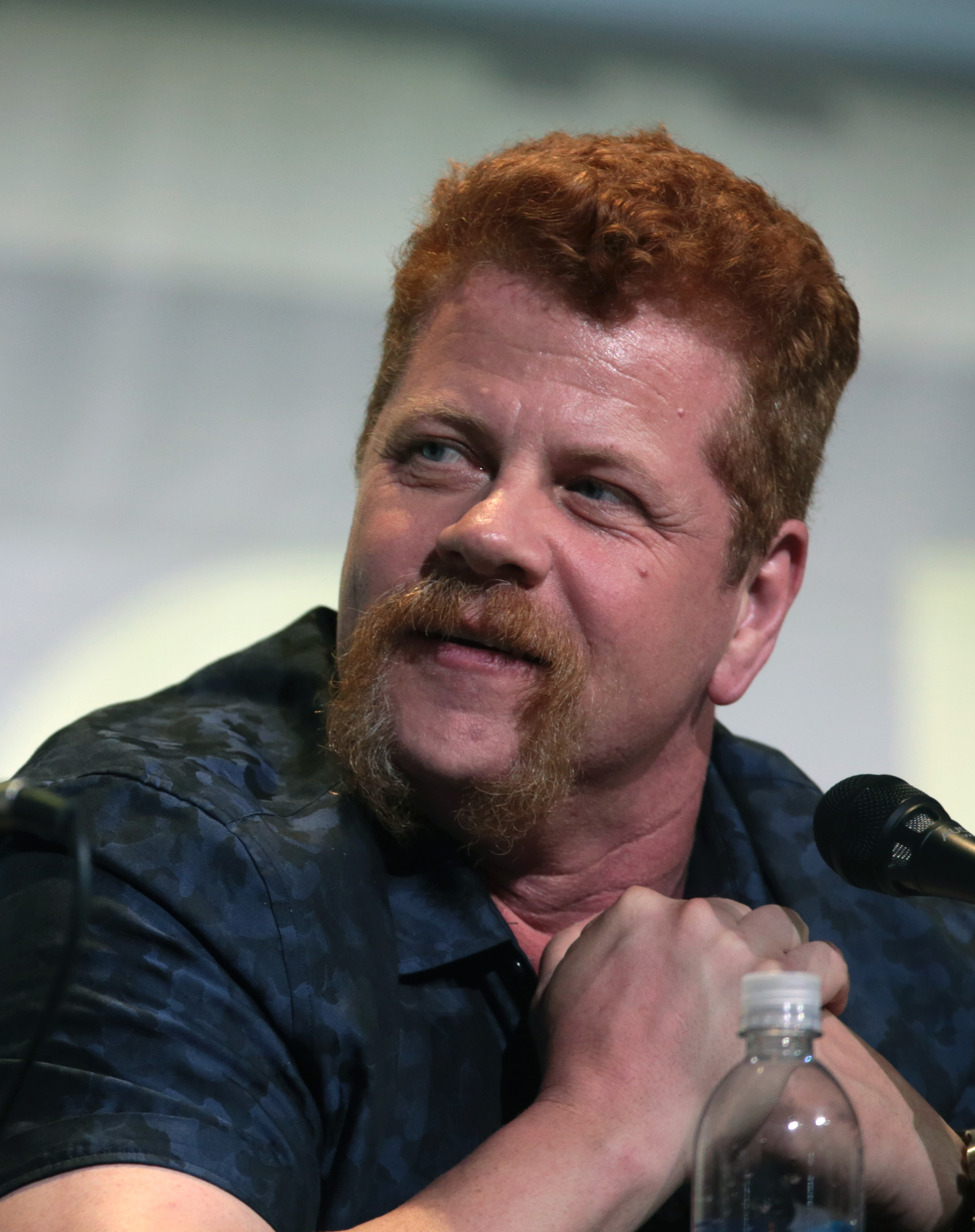
El actor estadounidense Michael Cudlitz fue elegido para encarnar al sargento Abraham Ford quien lo encarnó desde principios de 2014, hasta el 2016.

## Adaptación de TV

### Cuarta temporada (2013-2014)
Abraham aparece por primera vez en el décimo episodio de la cuarta temporada «Inmates» Mientras avanzaban por una carretera que cruzaba por los alrededores de la prisión, Abraham y sus compañeros se detuvieron a observar como una abatida Tara aniquilaba agresivamente a un caminante para proteger a un inconsciente Glenn, y cuando la chica les agradeció sarcásticamente la ayuda que le habían brindado, bajaron del camión para presentarse. Sin embargo Tara lo recibe a Abraham de manera defensiva.
En «Claimed» Glenn se despierta en la parte de atrás del camión de Abraham. Tara le dice que han estado conduciendo durante horas; Glenn golpea la ventana trasera hasta que Abraham, enojado, detiene el camión y sale. Glenn insiste en reanudar su búsqueda de su esposa Maggie, pero Abraham le dice que Glenn está interrumpiendo «La Misión». Abraham revela que Eugene sabe lo que causó el apocalipsis, y puesto que las comunicaciones de Eugene con los funcionarios del gobierno se han cortado, Eugene y su grupo están emprendiendo su ruta hacia Washington D. C., Glenn obstinadamente intenta salir otra vez, pero después de Abraham le dice de forma golpeada que posiblemente Maggie haya muerto, Glenn le otorga un golpe en la cara y comienza una pelea entre ambos. Mientras Tara y Rosita tratan de detener la pelea, Eugene detecta caminantes emergiendo de los campos marchitos que rodean la carretera y accidentalmente rompe el tanque de combustible del camión mientras este trata de disparar a los caminantes. El grupo elimina la horda caminante, después de lo cual Glenn vuelve a caminar por el camino de donde vinieron para encontrar a Maggie, seguido por Tara y Rosita. Con el camión fuera de servicio, Eugene le dice a Abraham que el camino detrás de ellos es claro y sugiere que encontrarán más sobrevivientes y un vehículo de reemplazo si Glenn es correcto, por lo que Eugene también sigue a Glenn.
En el episodio «Us» mientras caminan por las vías del tren, Glenn se encuentra con un mensaje sobre Terminus que Maggie había dejado para él; al darse cuenta de que Maggie sigue viva, Glenn corre hacia adelante por las vías. Se encuentran con una torre donde un caminante está a punto de caer desde el techo en la parte superior de Eugene. Abraham empuja a Eugene fuera del camino, salvándolo, pero causando que Tara se caiga y se lesione la pierna en el proceso. Abraham quiere descansar, pero Glenn quiere avanzar. Se ofrece a dar a Eugene su equipo antidisturbios para la protección si el grupo de Abraham va con él a Terminus. Abraham acepta y el grupo sigue adelante. Se acercan a un túnel donde Glenn ve otra señal de Maggie. Abraham decide caminar a través del túnel oscuro, que pueden oír de los sonidos dentro es largo y contiene varios caminantes y resulta demasiado peligroso. Abraham deja a a Glenn y Tara con dos latas de comida y una linterna, y les dice que retrocedan a la última carretera si tienen problemas para pasar y repara sus altercados con Glenn. Abraham se queda dormido en el coche, así que Rosita conduce mientras Eugene navega; Él engaña a Rosita en la conducción al otro lado del túnel donde se encuentran con Maggie, Sasha y Bob. Todos entran en el túnel y salvan a Glenn y Tara de una muerte segura a manos de una horda caminante. Eugene logra convencer a Abraham de ir a Terminus con los demás, ya que podrían obtener suministros y reclutar a otros en Terminus para que vengan a Washington. Todos se dirigen a Terminus, donde son recibidos por una mujer llamada Mary.
En el final de la temporada «A» cuando Rick, su hijo Carl, Michonne y Daryl son encerrados en un contenedor de transporte por los residentes de Terminus, se revela que Abraham y el resto han sido capturados y se dan la sorpresa de estar juntos nuevamente. Rick declara que las personas que los mantienen cautivos «se van a sentir bastante estúpidos cuando descubran [...]» Abraham lo pregunta «de que...?» Rick responde: «que están metiendo con las personas equivocadas».

### Quinta Temporada (2014-2015)
En el estreno de la quinta temporada «No Sanctuary», Abraham está atrapado en vagón A y es visto creando un arma improvisada por medio de un trozo de madera atado a su guante, y explica que poco después de su llegada, le comento a Gareth de su plan para ir a Washington D. C., pero se dio cuenta de que algo andaba mal. Antes de que pudieran actuar Gareth logró reducirlos y los insertó dentro del vagón del tren. Después del intento de su fuga lograron ser reducidos con gases lacrimógenos, mientras que Rick, Daryl, Glenn y Bob se toman dentro de Terminus. Cuando Rick las libera del furgón, Abraham lucha su camino fuera de Terminus con los demás y se ocupa de ellas, ya que saltar la valla y es el último en saltar, evitando por poco ser atrapado por un caminante. Después de acompañar el grupo de Rick después de conocer a Carol , Tyreese y de Rick hija Judith, Abraham y Rosita discuten diciendo Rick sobre Eugene saber cómo detener el brote y su viaje a Washington D. C., pero Abraham se asienta en decirle a Rick en un momento posterior para darle tiempo para establecerse de nuevo con su familia.
En el siguiente episodio «Strangers», Luego de alejarse lo suficiente de Terminus, Abraham charló con Rick respecto su plan de retomar el viaje a Washington D. C. lo más pronto posible y le pidió que considere la idea de unirse a él. Cuando el grupo decidió refugiarse en la iglesia de un sacerdote al que rescataron en el bosque, Abraham estuvo en contra de permanecer mucho tiempo en el lugar puesto que ya se habían retrasado bastante y trató de convencer a aquellos con quienes tenía más afinidad, pero ninguno compartió su idea puesto que ya no querían volver a separarse y dejaron esa decisión enteramente en manos de Rick. En un último esfuerzo por convencer al grupo de marchar hacia la gran ciudad, Abraham ofreció un brindis por todos los supervivientes y a través de un esperanzador discurso respecto a cómo podían acabar con el apocalipsis zombi si llegaban a Washington D. C., logró finalmente persuadir a Rick y obtener su aprobación para viajar todos juntos.
En el episodio «Four Walls and a Roof», después de la desaparición de Daryl, Carol y Bob y faltando Sasha sospecha que Gabriel fue el causante y directamente se enfrenta a él, Rosita trata de detener, pero Abraham tiene la espalda, mientras tanto el sacerdote con lágrimas en los ojos confiesa su propio crimen de haber dejado que la gente muera para salvarse. Después de que Bob se encuentra en el césped, le falta una pierna, y les dice que Gareth y 5 otros que sobrevivieron los siguieron de Terminus y comieron su pierna y están planeando matar a todos ellos. Pero Bob también les dice que Daryl y Carol escaparon. Rick se reúne con el grupo para discutir qué hacer a continuación, siendo su elección para cazar grupo de Gareth. Sin embargo, Abraham insiste en que se vayan, ya que es demasiado peligroso para ellos mantener a Eugene en una zona tan hostil. Rick y Abraham comienzan a discutir acaloradamente, y (excepto para la intervención de Glenn) casi llegan a las manos hasta ya que Glenn finalmente consigue llegar a un mutuo acuerdo con Abraham partir al mediodía, a cambio de viajar con el, Maggie, y Tara y acompañarlos a Washington D. C. Bajo el manto de la noche Abraham sale de la iglesia con Rick, Michonne, Sasha, Glenn, Maggie, y Tara. Ya que desaparecen en el bosque los supervivientes Terminus aparecen, llegan a la iglesia de una ruta diferente, y se rompen. Sin embargo esto es una treta y Rick mata a Albert y Mike mientras que le secciona los dedos de Gareth y los obliga a rendirse, pero Martín se niega hasta que Abraham lo apunta con su rifle en la cabeza. Cuando Gareth pide clemencia, Rick niega sus suplicas y le dice que el ya le hizo una promesa cuando lo tenía enmarrocado, le saca un machete con un mango rojo de su cinturón y lo machetea repetidas veces a Gareth, matándolo en el acto, esto procede a que Abraham asesine a Greg con la golpeándolo con la culata del rifle repetidas veces, Michonne lo hace con Theresa y Sasha apuñalar en la garganta a Martín repetidas veces y así conducen a estos maleantes a la muerte. A la mañana siguiente, Abraham le da Rick un mapa que muestra la ruta que estarían emprendiendose a Washington. Según el acuerdo de Tara, Maggie y Glenn deciden salir con Abraham, Eugene y Rosita y viajar para Washington, y el resto del grupo que promete esperar el regreso de Daryl y Carol. Rick a continuación, abre el mapa para encontrar el mensaje: «Lo siento, fui un idiota. Vamos a Washington. El nuevo mundo necesita a Rick Grimes».
En el episodio «Self Help» finalmente retoma el viaje hacia Washington D. C., en compañía de Glenn, Maggie, Tara, Rosita y Eugene, Abraham y su equipo avanzaron a través de camino que señalada pero lamentablemente el autobús en el que se movían sufrió una falla mecánica y terminaron volcándose a mitad de la nada. Tras perder su medio de transporte, Abraham se niega a regresar a la iglesia pese a que sólo se habían alejado algunos kilómetros y obligó al grupo a continuar la ruta a pie. El grupo paso la noche en la librería en donde Eugene observa a Abraham y Rosita teniendo sexo. Luego de pasar la noche en una librería, el grupo encontró un camión de bomberos estacionado al otro lado de la calle y rápidamente el Sargento procedió a hacerlo funcionar y lo movió algunos metros, liberando de manera casual a varios caminantes que estaban encerrados en el edificio cercano. Mientras peleaban contra las criaturas, Abraham se sintió impresionado al ver a Eugene utilizando la bomba de agua para eliminar a los caminantes y celebró al victoria riéndose a carcajadas desde la cima del camión. Abraham quebranto en llanto al enterarse de que su misión a Washington D. C. era una completa farsa. Luego de que el camión de bomberos también se malograra tras avanzar un poco más, Abraham trató de obligar nuevamente a sus compañeros a seguir la marcha a pie y pasar a través de una gigantesca horda de caminantes que bloqueaba el camino, pero estos rechazaron su propuesta debido a que era demasiado peligroso. Un fuerte intercambio de palabras y diferencias de ideas se inició entre el Sargento y su grupo, y en medio de la pelea Eugene terminó confesando que no era ningún científico y que todo lo que les dijo sobre la cura y Washington D. C. era una vil mentira. Abraham se llenó de cólera le propina una brutal golpiza a Eugene hasta dejarlo inconsciente, y tuvo que ser detenido por sus compañeros para evitar que lo mate. Sintiendo que toda su misión había sido en vano, el Sargento se alejó algunos metros y comenzó a llorar quedando totalmente devastado.
En el episodio «Crossed», Abraham permanece solitario y de rodillas en estado de shock. se ha vuelto completamente sin respuesta y sólo se arrodilla en el lado de la carretera, sin hablar con nadie y se niega a comer o beber. Glenn, Tara, y Rosita deciden ir por un arroyo cercano para obtener más agua, mientras que Maggie se queda atrás para mantener un ojo en Eugene, Maggie trata de darle animos a Abraham, Rosita le da un pogo de agua pero Abraham le tira el agua al piso y se arremete contra Rosita, pero Maggie lo detiene apuntándole el arma. Abraham vio que tenían habilidades las que necesitaban y le ofreció a venir con ellos para salvar al mundo, y ella aceptó. Glenn entonces ve movimientos en el agua y se da cuenta de que hay peces en el arroyo. Comienzan a hacer un uso de materiales rescatados, para diseñar una red improvisada y logran atrapar un pez con ella. De nuevo en la carretera, Maggie vigila a Eugene, y construye una carpa improvisada para mantenerlo fuera del sol. A continuación, se enfrenta a Abraham y le pregunta si realmente quiere morir. Abraham finalmente habla, admitiendo que en un principio pensó que quería morir, pero ahora él quiere vivir y finalmente, toma un trago de agua. Glenn, Tara, y Rosita luego regresan y Eugene comienza a recuperar la conciencia.
En «Coda» Abraham, Glenn, Rosita, Tara y Eugene, aparecen y se estacionan en las puertas, bloqueando el paso de una invasión caminante a la iglesia. Carl, Michonne y Gabriel se reúnen con Abraham, Glenn, Tara, Rosita y Maggie quien se llena de emoción al enterarse de que su hermana Beth seguía con vida. Sin embargo el grupo de Abraham llega al hospital justo a tiempo para ver salir a sus amigos del edificio. El rostro de ilusión de Maggie repentinamente cambia a lágrimas cuando ve salir a Daryl cargando en brazos el cuerpo sin vida de Beth, y entre gritos se ve como Maggie colapsa en el suelo Abraham se queda viendo como la joven Greene queda devastada al ver el cuerpo inerte de su hermana menor.
En «What Happened and What's Going on» Abraham aparece en el funeral de Tyreese, pasaron 3 semanas tras enterrar a Beth Greene y dirigiéndose a Washington D. C. ya no siendo una opción, el grupo tomó la decisión de dirigirse a la comunidad amurallada de Noah que quedaba en las afueras de Richmond (Virginia), y se mantuvieron viajando durante semanas. Desafortunadamente el lugar resultó ser otro punto muerto debido a que Tyreese perdió la vida al ser mordido por un caminante.
En el episodio «Them», el grupo decide continuar su viaje a Washington D. C., pero su camioneta se descompone obligándolos a caminar, pero el grupo sufre de una sequía. Abraham ha llevado a beber en exceso y trata de dialogar con Sasha pero ella lo evade y cuando Eugene se detiene e intenta agarrar una de las botellas de agua que queda en la carretera, Rick teme que el líquido puede estar envenenado. Cuando una horda de caminantes atacan al grupo, Rick diseña un plan para evadirlos sin la necesidad de usar las armas a sí mismos al dejarlos caer en una zanja, con Abraham, Sasha, Michonne, Glenn y Maggie se procede con éxito el plan, pero la imprudencia de Sasha casi consigue Abraham muera cuando ella los empieza a eliminar. Finalmente, el grupo se refugia dentro de un granero y se ven obligados a mantener las puertas cerradas para evitar que los caminantes entren.
En el episodio «The Distance», Maggie y Sasha traen a un extraño llamado Aarón y después de esto Rick no cree en su afirmación de una comunidad cercana y Abraham participa en la defensa del granero bajo las órdenes de Rick. Cuando Michonne, Glenn y Maggie establecen en la siguiente afirmación de que existen coches que pertenecen a Aarón, Rick ordena a Abraham y Rosita que los vayan, eventualmente encuentran una RV Después de despejar hacia fuera Abraham ly durante el trayecto hizo las pases con Rosita, a quien pidió disculpas por haberse comportado como un idiota. El grupo vuelve a la granja y Rick finalmente decide viajar a su comunidad, pero se retrasan temporalmente por un rebaño caminante y Abraham lleva la mitad del grupo a un refugio con el novio de Aarón, Eric a quien le salvaron la vida ante un ataque caminante. Después de que el grupo reanuda sus viajes, Abraham conduce el RV, y el ve la Casa Blanca y Abraham sonríe feliz que lo hizo, pero no tardará en enfurecerse nuevamente cuando el RV se rompe, pero Glenn rápidamente señala que la RV tiene batería de reserva, un desconcertante Abraham vio que Glenn reparó la RV. (como Dale Horvath previamente le había enseñado). Finalmente, el grupo llega a la comunidad de Aarón: «Alexandría la zona de seguridad».
En el episodio «Remember» Abraham se mostró muy discreto al momento de ingresar a la Zona Segura de Alexandría y al igual que sus compañeros fue obligado a entregar sus armas en la armería y también fue entrevistado por Deanna Monroe. Durante la primera noche del grupo en la comunidad, el Sargento se mantuvo vigilando los alrededores a través de las ventanas de una de las casas que les fue asignada y repitió esta tarea durante los siguientes días hasta que finalmente Rick les dio permiso de bajar la guardia e instalarse definitivamente en el lugar.
En el episodio «Forget», durante la fiesta de bienvenida organizada por Deanna, Abraham se animo en ir a la fiesta en compañía de Rosita y de inmediato se sintió incómodo debido a la sensación de normalidad que inundaba el ambiente, aunque comenzó a relajarse luego de que su novia le indicara que por lo menos existía cerveza. Con algunos tragos encima, el Sargento interactuó con Michonne sobre la nueva vida que tendrían en la comunidad y la hizo reflexionar acerca de lo difícil que sería para ella dejar de usar su katana.
En el episodio «Spend», después de tener relaciones sexuales con Rosita, Abraham se lava la cara y parece estresado y se une al equipo de construcción de Tobin mientras mueven materiales del exterior para expandir la pared. Sin embargo, Abraham brevemente se detiene apareciendo estresado nuevamente pero rápidamente se encuentra con un grupo de caminantes cerca y Francine queda atrapada entre ellos y aunque Tobin está dispuesto a abandonarla, Abraham la salva, usando una bola de demolición para matar a los caminantes que lo atacan mientras usa su rifle para matar a los caminantes acercándose furtivamente sobre él. Luego Abraham confronta a Tobin sobre el asunto, antes de que Francine lo golpee, y mientras los otros sugieren regresar, Abraham insiste en que continúen y les da instrucciones para colocar guardias y descargar los materiales con los que están de acuerdo. Más tarde, Tobin le cuenta a Deanna sobre las acciones de Abraham y ella decide asignarlo como líder del equipo de construcción.
En el final de la temporada «Conquer» Cuando Deanna inicio en exiliar a Rick de Alexandría luego de que éste le apuntara con una pistola, Abraham se reunió con él, Michonne, Carol y Glenn para tratar de concluir con una solución y sugirió tener un plan de respaldo en caso de que las cosas no resultaran como estaban esperando. Mientras visitaba a Tara en la enfermería, Abraham se encontró por sorpresa con Eugene y gracias a la intervención de Rosita ambos consiguieron limar sus asperezas. Abraham reveló sentirse culpable por haber intentado asesinarlo y por su parte Eugene se disculpó por haberle mentido y también le agradeció por haber conseguido llevarlos hasta Washington D. C. Finalmente durante la reunión para decidir el futuro de Rick, Abraham fue uno de los que habló en defensa del policía y cuando Pete Anderson apareció portando la katana de Michonne y asesinó a Reg Monroe, logra subyugarlo para detenerlo y luego lo tenía sumiso en el piso para que así Rick pudiera ejecutarlo por orden de Deanna.

### Sexta Temporada (2015-2016)
En el primer episodio de la sexta temporada "First Time Again", Abraham lleva el cadáver de Reg al cementerio y parece muy triste, bebe whisky y vierte algo en el cadáver de Reg como tributo, luego se sienta en el porche de su casa y juega con el anillo de bodas de Reg. Al día siguiente, Rick se dirige a la comunidad y revela que la cantera cercana está invadida por caminantes que solo se mantienen dentro de unos camiones en las salidas, la razón por la cual Alexandria ha evitado que la invadan y corra el riesgo de colapsar. Rick propone redirigir a la manada hacia la carretera principal y lejos de Alexandría, Daryl tiene la tarea de usarlo como carnada para atraer a los caminantes a la carretera mientras usa su motocicleta para mantenerse delante de ellos y Sasha se ofrece como voluntaria para llevar un auto con él insistiendo que él no puede hacerlo solo y Abraham se ofrece voluntario para acompañarla. Como parte del plan, Abraham lleva al equipo de construcción a una de las carreteras principales para construir una gran barricada para evitar que la manada se desvíe, pero mientras Rick guía al grupo por el área, repasa el plan en detalle. Abraham le pregunta a Sasha si está participación es porque quiere morir, pero ella sonríe y dice "no", dejando a Abraham nervioso. En la cantera Rick recita su plan una última vez para mañana pero mientras habla los camiones en la colina superior se derrumban y la manada comienza a liberarse hacia Alexandría, forzándolos a ejecutar su plan en ese momento. Sasha y Abraham toman su automóvil y viajan con Daryl por el camino principal, pero Abraham pregunta si Sasha está bien y ella insiste en que sí, pero se pregunta por qué Abraham quería ir si estaba nervioso, lo cual no contesta. A medida que la manada comienza a virar, Abraham salta brevemente del auto y se arroja a los caminantes para mantenerlos siguiendo lo que le preocupa a Sasha. Sin embargo, como están a mitad de su plan, suena un cuerno fuerte, distrayendo a la mitad del rebaño. En el episodio "Thank You", Daryl insiste en ir a ayudar a Rick, pero Sasha y Abraham insisten en que se quede, pero elige al primero, pero Abraham y Sasha continúan en la misión. Finalmente, Daryl vuelve a sus sentidos y se reúne con ellos y continúan guiando a la manada.
En el episodio "Always Accountable", Abraham, Sasha y Daryl han conducido 20 millas de distancia según lo planeado y comienzan su viaje a casa, pero otros sobrevivientes los emboscan en un automóvil que los separa de Daryl y Abraham y Sasha salen del automóvil y logran abatir a sus atacantes y huyen antes de que vengan más de sus compañeros. Abraham se muda para matar a un caminante atrapado cercano, pero Sasha lo retiene ya que podría haber más atacantes y él acepta a regañadientes, luego vagan hacia una ciudad cercana para buscar refugio y pueden esperar a que Daryl los encuentre, marcando la puerta "Dixon ", pero Sasha se siente incómoda cuando Abraham insiste en matar innecesariamente a los caminantes a riesgo de exponerse a un mayor peligro. Mientras espera, Sasha se enfrenta a Abraham y lo llama imprudente, pero él se encoge de hombros, recordándole a Sasha su arrebato en la fiesta de bienvenida de Deanna. Mientras Sasha duerme, Abraham explora el edificio y encuentra un uniforme de soldado y una foto de la familia del soldado (él mismo, su esposa y sus dos hijos) reiniciando su propio dolor. Abraham explora el exterior y encuentra un camión militar abandonado con misiles y cigarros y se da cuenta de que un caminante atascado en el puente tiene un lanzador de cohetes y trata de recuperarlo, pero se vuelve agresivo y le grita. Al darse cuenta de que no puede alcanzar el RPG-7 sin que lo maten, Abraham se detiene. El caminante se cae, pero, milagrosamente, el lanzador de cohetes RPG-7 se atasca en un cable, lo que le permite a Abraham recuperarlo. Abraham lleva todo su nuevo equipo y se lo lleva a Sasha, y admite que ella tiene razón sobre su temeridad. Él insiste en que fue conmovido por la muerte de Reg y Pete, ya que pensó que encontrar a Alexandria sería el final de sus problemas, pero ahora sabe que tendrán algo que hacer, pero insiste en que tienen todo listo para el resto de sus vidas. de vuelta a casa Abraham también felicita a Sasha por llamar a la mierda y confiesa un interés romántico en ella. Sasha implica que ella también podría devolverle afecto, pero insiste en que antes de todo lo que él necesita para trabajar en sí mismo, él le devuelve la sonrisa y los dos finalmente son encontrados por Daryl. Antes de irse, Abraham se pone el uniforme del soldado y cuando regresan, él sonríe para sí mismo, lo que indica un cambio en él. En la escena de poscréditos del episodio de final de mitad de temporada "Start to Finish" Abraham, Sasha y Daryl emprenden su viaje de regreso a Alexandría en un camión de combustible; sin embargo por el camino, fueron emboscados por un grupo de motociclistas fuertemente armados que los obligaron a bajar del vehículo y les informaron que todas sus pertenencias son ahora propiedad de Negan.
En el estreno de mitad de temporada "No Way Out", en el camino de regreso a Alexandría, Abraham, Sasha y Daryl son detenidos por un grupo de hombres armados en motocicletas. El líder de la pandilla informa al trío que sus armas y su camioneta ahora pertenecen a un hombre llamado Negan antes de tomar sus armas. Ordena a uno de los hombres que lleve a Daryl a la parte trasera del camión e inspeccione su carga mientras Sasha y Abraham se quedan atrás. Después de una conversación entre Abraham, Sasha y el líder de la pandilla, mientras este último amenaza con dispararles, el grupo entero de motociclistas explota. Luego, Daryl aparece detrás del camión sosteniendo el lanzamisiles, sometiendo y previamente matando al motociclista que fue a revisar el cargamento con él, y se va con Abraham y Sasha. Más adelante, cuando Glenn es acorralado por caminantes en Alexandría, Abraham y Sasha aparecen de repente. De pie sobre el camión de combustible, pueden disparar a los caminantes y salvar a Glenn de una muerte segura. Abraham junto con Glenn, Sasha, Maggie, Enid y Daryl crean un fuego en el lago para crear una distracción a los caminantes que estaban abrumando a los alexandrinos en su lucha, luego ayudan a los alexandrinos y Rick a luchar contra la mega-manada de caminantes, y de manera exitosa logran eliminarlos.
En el episodio "Knots Untie", han trascurrido dos meses después de la purga-caminante en Alexandría, Abraham se reunió con Rosita y reanudó su relación, pero también continuó desarrollando un vínculo afectivo con Sasha en secreto, incluso saliendo a patrullar los alrededores de Alexandría. Sin embargo, un día, Abraham se angustió ante la noticia de que la chica había decidido regresar a su puesto de guardia en la atalaya y que le había dado a Eugene su trabajo de patrullaje. Desde entonces, el sargento no puede dejar de pensar en ella, aunque trato de ocultar sus verdaderos sentimientos a Rosita. Después Abraham se pone de voluntario para acompañar a Rick a la colonia Hilltop junto con Maggie, Jesús, Michonne, Daryl y Glenn, viajando en la RV, En el camino, Abraham muestra curiosidad por el embarazo de Maggie y le pregunta a Glenn porqué decidieron tener un bebé dada las condiciones del mundo en el que vivían. Glenn le explica que estaban tratando de construir algo, durante el viaje Abraham junto con el grupo rescatan al doctor Carson y otros miembros de Hilltop ante una manada de caminantes que los tenían abrumados dentro de un edificio, dentro de la RV en camino a Hilltop Freddie uno de los miembros rescatados les dice al grupo que tuvo una visión de su esposa muerta cuando pensó que iba a morir. Abraham escucha esta conversación y reflexiona sobre las palabras de Freddie. Abraham estuvo presente cuando Jesús habla con Rick y Daryl y les asegura que podría convencer a Gregory de hacer un trato comercial justo. Michonne está a favor de darle una oportunidad a Jesús pero de pronto una conmoción afuera desvía la atención de todos. Uno de los residentes entra en la casa apresuradamente para decirle a Gregory que "habían vuelto". Gregory y el equipo de Rick salen afuera a medida que un grupo de Hilltop regresa de una misión. Ethan le reporta a Gregory que Negan había matado a dos personas de su equipo porque lo que le llevaron había sido muy poco y también que había capturado a otro miembro —Craig— pero que lo liberaría una vez que entregasen un mensaje. Gregory le pregunta cuál es el mensaje y entonces Ethan lo apuñala en el estómago. Sin tiempo que perder, el grupo de Rick interviene en la situación. Rick golpea a Ethan mientras Abraham lucha con otro residente que obtiene la ventaja y comienza a estrangularlo. El Sargento escucha la voz de Sasha en su cabeza mientras es estrangulado pero afortunadamente Daryl interviene para rescatarlo. Ethan, mientras tanto, trata de clavarle a Rick su cuchillo pero el policía logra quitarle el arma y lo apuñala en el cuello. La comunidad entera mira sorprendida toda la escena y cuando una mujer golpea a Rick, Michonne la tira al suelo. Jesús calma a los atónitos residentes resaltando que fue Ethan quien inició todo ese derramamiento de sangre. Harlan corre a auxiliar a Gregory. Abraham permanece en el suelo después de la pelea, aturdido por la experiencia. Él tiene una especie de epifanía y cuando Daryl le pregunta si se encontraba bien, le responde con una sonrisa que estaba mejor que nunca. Abraham se pone de pie, dejando tirado en el suelo el collar que le había dado Rosita.
En el episodio "Not Tomorrow Yet", Abraham termina por completo su relación con Rosita, debido a que este estaba teniendo un sentimiento especial por Sasha y posteriormente el sargento participa junto con Rick, Michonne, Daryl, Rosita, Glenn, Heath, Aarón, Jesús, Tara y Gabriel en el asalto al complejo de los Salvadores.
En el episodio "Twice as Far" Abraham acompaña a Eugene hacia una fundadora cercana con el objetivo de poder utilizar el lugar para manufacturar sus propias municiones. Convenciéndose a sí mismo de que era un sobreviviente, cuando de pronto un caminante aparece y Eugene decide eliminarlo, pero al ver que el caminante estaba blindado le era muy difícil acabarlo, y durante una dura pelea que casi le cuesta la vida a Eugene, Abraham intercede y acaba con el caminante, lo que le causó fastidio a Eugene y ambos discutieron, y Eugene terminó diciéndole que ya no le era útil puesto a que no necesitaría nunca más de su protección, provocando que este se enojara y lo abandonara a su suerte. Tras ver cómo Eugene, Daryl y Rosita fueron emboscados por un grupo de Salvadores, el sargento estaba oculto viendo cómo sus compañeros estaban cautivos y aparece de sorpresa acabando con un salvador, y esto ocasiona la oportunidad en la que sus compañeros logran liberarse y eliminan a varios salvadores, provocando la retirada de los que sobrevivieron, y después de regresar a Alexandría este terminó haciendo las paces con Eugene sobre lo ocurrido. Eventualmente, Abraham se acercó a Sasha para pedirle que se dieran una oportunidad como pareja y le recordó lo que ella le había dicho sobre tener la opción de elegir lo que quería para su vida, asegurándole que ella también tenía derecho a hacer lo mismo sin necesidad de sentirse culpable y tas pensarlo por algunos segundos, Sasha finalmente accedió a lo que el Sargento le pedía y lo invitó a entrar en su casa para conversar y empiezan su relación sentimental.
En el episodio "East" se ve a Abraham llegando al puesto para hacer guardia y se queda hablando con Sasha dando notar un fuerte vínculo y ella le da un cigarro y hablan mientras Rosita los mira de una manera que ella da notar su decepción amorosa por el sargento. Cuando Glenn y Michonne se preparan para perseguir a Daryl, Abraham insiste en ir con ellos. Rosita le dice que cubra su turno, afirmando que ella sabe a dónde va Daryl. Abraham abre la puerta para Rick cuando regresa de buscar a Carol. Él le dice que Morgan todavía la está buscando y le pregunta dónde está Michonne. Abraham dice que ella todavía está ahí fuera y le pregunta a Rick si está preocupado, a lo que él responde que sí. Ellos platican y comparten sus temores sus relaciones amorosas y Abraham le dice a Rick: "Creo que estoy mucho más listo para arrancar al mundo como un gilipollas completamente nuevo", dice Abraham. Rick sonríe y asiente.
En el final de la temporada "Last Day on Earth", cuando Maggie comienza a sentirse enferma, Abraham se une a Rick y los demás para conducir el RV hacia la colonia Hilltop. El grupo se encuentra con un grupo de salvadores liderados por Simon, que tiene una conversación con Rick sobre el último día en la Tierra. Más tarde, el grupo es atacado por unos salvadores ocultos y se encuentra con varios bloqueos de carreteras y nuevamente Simon les otorga una última advertencia de rendición. Durante la noche, el grupo decide viajar a pie y después de una breve conversación, Abraham deja que Eugene se lleve el vehículo recreativo y se despiden. Durante su misión, el grupo termina cautivo por los salvadores comandados por Simon. Negan pronto se presenta con un bate de béisbol envuelto con alambre de púas apodado "Lucille" y da un discurso antes de decidir a quién matar como castigo para el grupo de Rick, Negan aterriza en la víctima y desde el punto de vista oculto de la víctima, Negan se prepara para golpearlo, y previamente ordena a sus hombres, que le saquen otro ojo de Carl y se lo den comer a Rick si alguien se mueve o trate de hacer algo. Negan luego golpea a Lucille en la cabeza de su víctima, para horror de los otros sobrevivientes, Negan continúa golpeando a la víctima una y otra vez, hasta conducirlo a la muerte.

### Séptima temporada (2016-2017)
En el estreno de la séptima temporada "The Day Will Come When You Won't Be", se revela que Abraham fue la víctima seleccionada por Negan para morir a manos de este. Mientras le da a Sasha el signo de paz como despedida, Negan le golpea la cabeza con su Lucille. Cuando Abraham se sienta de nuevo, desafiante le dice a Negan que "puedes irte al carajo", y Negan golpea su cabeza varias veces hasta que le destroza el cráneo por completo. Después de que Daryl golpea a Negan furiosamente en represalia, entonces como castigo Negan procede en matar a Glenn de la misma manera. Después de que Negan y los Salvadores se van, los cadáveres de Abraham y Glenn se cargan en un camión que Maggie y Sasha llevándolos a Hilltop. Un devastado Rick luego alucina un estilo de vida idealista en Alexandría con todos, incluidos Abraham y Glenn, cenando juntos. En el episodio "Go Getters", se muestra que Abraham y Glenn están enterrados juntos en Hilltop.
En el episodio final de la temporada "The First Day of the Rest of Your Life", Abraham se muestra en un flashback con Sasha mientras los dos discuten los planes del problema de llevar a Maggie a la colonia Hilltop. Se reveló durante el episodio que Sasha había ingerido una cápsula de veneno provista por Eugene en un intento de frustrar los planes de Negan en Alexandria. Durante el viaje del Santuario a Alexandría, se mostró a Sasha recordando la conversación con Abraham antes de unirse al grupo antes de que se fueran interceptados y capturados por los Salvadores.

## Casting
Los personajes de Abraham, Eugene y Rosita fueron anunciados por primera vez en una llamada de casting (codificada «John Tyler») para el Episodio 10 en julio de 2013. El nombre real del personaje y el actor que interpreta el papel (Cudlitz) fueron confirmados en el Hollywood Reporter de la película de Hollywood de los personajes cómicos de la historieta.

## Recepción y Crítica
Dan Phillips por IGN elogió la introducción de Abraham en el número 53. Para el siguiente número, él profundizó diciendo: «Abraham [...] trae una tonelada de valor de entretenimiento, ya que es tan hábil en matar zombis como cualquier persona que hemos conocido hasta ahora en la serie, y mucho más adicto a la maldición. Su diálogo es hilarantemente vulgar, pero de una manera honesta y directa claramente se desarrolló antes de la peste y luego refinado por un camino de dificultades».
Abraham fue popular entre los fanáticos, principalmente por su fuerza y sus frases únicas. Dado que el personaje fue asesinado en el estreno de la séptima temporada, los fanáticos esperaban que Abraham llegara al spin-off de la serie The Walking Dead, Fear the Walking Dead. Cudlitz respondió esto en una convención diciendo: «Eso sería increíble».